# Shin Seiki Evangelion Gekijō-ban: Ea/Magokoro o, Kimi ni
The End of Evangelion (新世紀エヴァンゲリオン劇場版 /まごころを、君に, Shin Seiki Evangerion Gekijō-ban: Ea/Magokoro o, Kimi ni) là một phim hoạt hình tâm lý, khoa học, viễn tưởng của Nhật Bản. Được ra mắt và sản xuất vào năm 1997 dưới sự đạo diễn bởi Hideaki Anno, được tạo hình chuyển động bởi Gainax và Production IG. Bộ phim đóng vai trò như một kết thúc song song với Neon Genesis Evangelion (TV series), trong đó nhân vật chính Shinji Ikari đóng vai trò là phi công của Evangelion Unit 01, một trong những cyborgs khổng lồ được thiết kế để chiến đấu chống lại thực thể siêu nhiên gọi là Angels. Bộ phim bắt đầu khi kết thúc tập thứ 24 của phiên bản TV series, và được xuất hiện như một phiên bản thay thế và dài hơn liên quan đến hai cái kết Neon Genesis Evangelion là tập 25 và 26 đã gây ra nhiều tranh cãi cho kết thúc của bộ series.
Bộ phim đã giành được nhiều giải thưởng trong đó có 1997 Animage Anime Grand Prix, The End of Evangelion nhận được rất nhiều ý kiến phê bình khác nhau. Trong đó 2014 Time Out (bình chọn của các nhà làm phim) đã bình chọn The End of Evangelion là một trong 100 bộ phim hoạt hình hay nhất mọi thời đại.

## Tình tiết bộ phim
Shinji Ikari là phi công của Evagelion Unit 01, một trong những cyborg khổng lồ được thiết kế để chiến đấu với các thực thể siêu nhiên thù địch được gọi là Angels. Quẫn trí trước cái chết của Kaworu Nagisa, Shinji đến thăm phi công Asuka Langley Soryu trong bệnh viện và đã thủ dâm đến cơ thể bất tỉnh của cô, nhưng hối hận ngay sau đó.
Tổ chức bí ẩn SEELE phát hiện ra rằng Gendo Ikari có ý định sử dụng NERV, tổ chức bán quân sự triển khai các EVA, cho các kế hoạch của riêng mình. SEELE phái Lực lượng phòng vệ chiến lược Nhật Bản (JSSDF) để giành quyền kiểm soát NERV, giết chết hầu hết các nhân viên. Misato Katsuragi chiến lược gia của NERV ra lệnh cho Asuka chuyển đến buồng lái của EVA 02 và đặt dưới đáy hồ, sau đó giải cứu Shinji khỏi quân đội JSSDF. Quyết tâm để Shinji bảo vệ NERV, Misato đưa shinji đến cửa khoang của EVA 01, nhưng đã bị bắn dính trong quá trình đưa shinji đến khoang chứa của EVA 01. Trước khi chết, Misato cầu xin Shinji điều khiển EVA 01, hôn shinji và buộc cậu ta vào thang máy. Shinji phát hiện ra EVA 01  đang bất động trong bakelite.
Kết luận rằng thất bại của NERV là không thể tránh khỏi, Gendo lấy lại phi công của EVA 00 là Rei Ayanami. Ông ta dự định sẽ sử dụng cô để khởi xướng Chấn động thứ ba, một thảm họa sẽ giết chết tất cả mọi người trên trái đất và đoàn tụ ông với người vợ quá cố của mình, Ikari Yui. Để ngăn chặn ông ta, nhà khoa học hàng đầu của NERV là đại tá Ritsuko Akagi gửi lệnh máy tính để tiêu diệt NERV. Casper, một lõi máy tính được mô phỏng theo mẹ của Ritsuko, đã ghi đè lệnh của cô và Gendo giết chết cô. Trong khi đó, bên trong Đơn vị 02, Asuka vượt qua được chấn thương của mình và tái kích hoạt thành công EVA 02. Cô tiêu diệt lực lượng JSSDF, nhưng SEELE gửi đến một lực lượng gồm các Evangelion Mass Production mới, Eva 02 không thể chống cự nổi và sau đó đã bị phá hủy. EVA 01 thoát khỏi bakelite và bay lên trên trụ sở của NERV. Từ buồng lái, sau khi Shinji nhìn thấy các Evangelion Mass Production làm thân thể EVA 02 bị phá hủy và cắn xé cậu đã hét lên kinh hoàng.
Gendo cố gắng hợp nhất với Rei, người mang linh hồn của Lilith, một Angels ẩn dưới trụ sở của NERV, để bắt đầu Chấn động thứ ba. Sau khi hợp nhất với một thiên thần khác, Adam, ông ta sẽ trở thành một vị thần nếu ông ấy hợp nhất với Lilith; tuy nhiên, Rei từ chối Gendo, hấp thụ Adam và tái hợp với Lilith, phát triển đến một kích cỡ khổng lồ. Các Evangelion Mass Production kéo EVA 01 lên bầu trời và đóng đinh nó bằng Lance of Longinus, biến thành " Cây sự sống ", bắt đầu Chấn động thứ ba.
Sau nhiều lần suy ngẫm như mơ, bao gồm cả cuộc chiến với Asuka, Shinji quyết định rằng cậu chỉ có một mình và mọi người trên thế giới sẽ chết. Đáp lại, Rei / Lilith hòa tan loài người trở thành LCL, một món súp nguyên thủy có ý thức, cải tổ linh hồn của nhân loại thành một ý thức duy nhất. Shinji từ chối trạng thái mới này khi anh nhận ra rằng cuộc sống là trải nghiệm niềm vui cũng như nỗi đau. EVA 01, tự di chuyển, thoát khỏi Cây Sự sống, mang theo Lance of Longinus được tái cấu trúc để tiêu diệt các Evangelion Mass Production và chấm dứt Chấn động Thứ ba. Cơ thể của Rei / Lilith chia thành nhiều mảnh và rơi xuống bề mặt Trái đất.
Shinji tỉnh dậy trên một bờ biển ngập trong đống đổ nát của các Evangelion Mass Production và thi thể của Rei / Lilith, và thấy rằng Asuka cũng đã tái cấu trúc. Shinji bắt đầu bóp cổ Asuka, nhưng khi cô vuốt ve mặt, cậu ta dừng lại và vỡ òa trong nước mắt.

## Diễn viên
| Nhân vật             | Lồng tiếng Nhật    | Lồng tiếng Anh (Gaijin Productions/Manga, 2002) | Lồng tiếng Anh (VSI/Netflix, 2019) |
| -------------------- | ------------------ | ----------------------------------------------- | ---------------------------------- |
| Shinji Ikari         | Megumi Ogata       | Spike Spencer                                   | Casey Mongillo                     |
| Misato Katsuragi     | Kotono Mitsuishi   | Allison Keith                                   | Carrie Keranen                     |
| Rei Ayanami          | Megumi Hayashibara | Amanda Winn-Lee                                 | Ryan Bartley                       |
| Asuka Langley Soryu  | Yūko Miyamura      | Tiffany Grant                                   | Stephanie McKeon                   |
| Kaworu Nagisa        | Akira Ishida       | Aaron Krohn                                     | Clifford Chapin                    |
| Gendo Ikari          | Fumihiko Tachiki   | Tristan MacAvery                                | Ray Chase                          |
| Kozo Fuyutsuki       | Motomu Kiyokawa    | Michael Ross                                    | JP Karliak                         |
| Ritsuko Akagi        | Yuriko Yamaguchi   | Sue Ulu                                         | Erica Lindbeck                     |
| Makoto Hyuga         | Hiro Yuki          | Keith Burgess                                   | Daniel MK Cohen                    |
| Shigeru Aoba         | Takehito Koyasu    | Jason C. Lee                                    | Billy Kametz                       |
| Maya Ibuki           | Miki Nagasawa      | Amy Seeley                                      | Christine Marie Cabanos            |
| Keel Lorentz         | Mugihito           | Tom Booker                                      | D. C. Douglas                      |
| Yui Ikari            | Megumi Hayashibara | Amanda Winn-Lee                                 |                                    |
| Ryoji Kaji           | Kōichi Yamadera    | Aaron Krohn                                     | Greg Chun                          |
| Kyoko Zeppelin Soryu | Maria Kawamura     |                                                 |                                    |

## Sản phẩm
Cái kết mơ hồ của loạt phim gốc Neon Genesis Evangelion, phát sóng năm 1995 và 1996, khiến một số khán giả và nhà phê bình bối rối và không hài lòng.  Hai tập cuối có thể là những phân đoạn gây tranh cãi nhất của bộ phim  được nhiều người đón nhận là thiếu sót và không hoàn chỉnh.  Đạo diễn Hideaki Anno nhận được lời đe dọa giết chóc từ một số người hâm mộ không hài lòng với cái kết. Tuy nhiên, Anno và trợ lý giám đốc Kazuya Tsurumaki đã bảo vệ sự toàn vẹn nghệ thuật.
Gainax đã khởi động dự án để tạo ra một bộ phim kết thúc cho loạt phim vào năm 1997, lần đầu tiên phát hành là bộ phim Death & Rebirth dưới dạng một bản tóm tắt dựa trên loạt phim gốc  và nửa đầu của kết thúc mới (Death & Rebirth, ban đầu được dự định là kết thúc đầy đủ, nhưng không thể kết thúc do hạn chế về ngân sách và thời gian). Dự án đã được hoàn thành sau đó ngay trong năm và được phát hành với tên The End of Evangelion. Các nhà đồng sản xuất của nó bao gồm Kadokawa Shoten, TV Tokyo, Sega và Toei Company.

## Âm nhạc
Nhà soạn nhạc Shirō Sagisu đã được mời sáng tác nhạc cho The End of  Evangelion. Bộ phim nổi bật với cách lựa chọn âm nhạc của nhạc sĩ Johann Sebastian Bach trong suốt bộ phim. Tập 25 'có tựa tiếng Nhật là Air, được đặt tên theo  Air on the G String  được phát trong tập. Trong số các tác phẩm khác bao gồm Cello Suite số 1 trong G Major (I. Prélude), Jesu, Joy of Man's Desires (phiên âm cho piano và sau đó chơi lại với các nhạc cụ dây) và Canon của Pachelbel.
Trong số đó có các bài hát khác là " Komm, süsser Tod " (Come, Sweet Death), một bài hát lạc quan (xuất hiện trong phim ở đầu nhạc cụ), " THANATOS -Nếu tôi không thể là chính mình ", được phát trong cả credit  của tập cuối và credit cho tập 25 '(bài hát dựa trên " THANATOS ", một bản nhạc nền được sử dụng trong series). Một bài hát khác, "Mọi thứ bạn từng mơ ước", được ghi lại cho bộ phim bởi cùng một giọng ca (Arianne) là "Komm, süsser Tod", nhưng không được sử dụng và sau đó được đưa vào nhạc nền Refrain of
Evangelion.

## Phát hành
The End of Evangelion được phát hành lần đầu tiên tại các rạp chiếu phim Nhật Bản vào ngày 19 tháng 7 năm 1997. Bộ phim sau đó được phân phối trên Laserdisc tại Nhật Bản. Nó cũng bao gồm bản phát hành đầu tiên của các phiên bản video của Tập 21-24. Bộ phim được chia thành hai tập dài 40 phút với phần giới thiệu ngắn gọn (tương tự tập 22), các credit đã được chỉnh sửa (cho mỗi tập thay vì credit cho cả hai), làm lại bảng văn bản Eyecatcher (hiển thị " Neon Genesis Evangelion Episode... "Thay vì" The End of Evangelion Episode...") và phần xem trước tập tiếp theo trong Tập 25 '. Phiên bản ngoại truyện của bộ phim nằm ở hai đĩa cuối của phiên bản Laserdisc của sẻies (Genesis 0:13 và 0:14 tương ứng), mỗi tập có 2 tập (các tập phim truyền hình gốc và các tập End of  Evangelion mới tương ứng), mặc dù bộ phim cũng được phát hành dưới dạng điện ảnh gốc trên VHS, Laserdisc, và sau đó là DVD. Kịch bản được phát hành nối tiếp trong 4 số của Tạp chí Dragon từ tháng 8 năm 1997 đến tháng 1 năm 1998. Bộ phim được phát hành trên đĩa Blu-ray cùng với Death and Rebirth và phim truyền hình trong một cái hộp được đặt vào ngày 26 tháng 8 năm 2015.
Vào năm 2006, The End of Evangelion đã được trình chiếu trên sân khấu như là một phần của Liên hoan phim quốc tế Tokyo tại Akihabara.
Red Cross Book
Red Cross Book(vì nó được biết đến một cách không chính thức, vì Thánh giá St George's lớn màu đỏ trên bìa) là một cuốn sách nhỏ cỡ A-4 được bán tại các nhà hát Nhật Bản trong khi phát hành The End of Evangelion.Cuốn sách được viết bởi Gainax và nhiều nhân viên sản xuất khác nhau của phim truyền hình Evangelion, với một cuộc phỏng vấn với Tsurumaki, một danh sách các diễn viên lồng tiếng và các bài tiểu luận ngắn được họ viết về các nhân vật tương ứng của họ, các bản phác thảo tiểu sử ngắn, bình luận về phim truyền hình và sản xuất các bộ phim, phần "Ghi chú" bao gồm các thiết lập của các bộ phim, và một thuật ngữ thuật ngữ được sử dụng trong series, manga và hai bộ phim.Red Cross Book bị bỏ lại trong bản phát hành Manga Entertainment do vấn đề bản quyền. Tuy nhiên, nó đã được dịch bởi người hâm mộ của bộ truyện.
Phân phối
Ở Bắc Mỹ, ADV Films, người giữ bản quyền và nhà phân phối cho loạt phim truyền hình Neon Genesis Evangelion, đã từ chối cấp phép cho The End of Evangelion và các bộ phim liên quan, với Manga Entertainment "trả khoảng 2 triệu đô la" cho các quyền.  Nữ diễn viên lồng tiếng Anh của Rei Ayanami, Amanda Winn Lee, đã viết kịch bản của bộ phim cho phụ đề tiếng Anh và lồng tiếng, đồng thời sản xuất và đạo diễn bản lồng tiếng. Dàn diễn viên bao gồm hầu hết các diễn viên lồng tiếng thể hiện lại vai diễn của họ từ bộ phim truyền hình tiếng Anh của ADV, với một số vai phụ được làm lại vì các diễn viên gốc không có. Để phù hợp với các diễn viên lồng tiếng sống ở các vùng khác nhau của đất nước, bản lồng tiếng đã được ghi lại ở Los Angeles, Houston và Thành phố New York.
Năm 2018, Netflix đã mua bản quyền của bộ phim, cũng như Death (True) ² và toàn bộ loạt phim truyền hình Neon Genesis Evangelion. Nó đã có sẵn để phát trực tuyến vào ngày 21 tháng 6 năm 2019.
Khi thảo luận về việc phát hành Manga, Mike Crandol của Anime News Network đã xác định rằng "những màn trình diễn mạnh mẽ đáng chú ý của dàn diễn viên chính làm lu mờ phần hiện tại của giọng nói yếu hơn", mặc dù ông chỉ trích kịch bản là "hơi hóc". Crandol ca ngợi sự trao đổi cuối cùng giữa các nhân vật của Spike Spencer (Shinji) và Allison Keith(Misato) là "một trong những màn trình diễn giọng hát hay nhất từng được yêu thích trong anime".
The End of Evangelion: Renewal
Một phiên bản mới của The End of Evangelion đã được Starchild và King Records phát hành vào ngày 25 tháng 6 năm 2003 tại Nhật Bản như là một phần của bộ hộp Renewal of Evangelion (bao gồm "các phiên bản mới được làm lại kỹ thuật số của 26 tập chương trình truyền hình, 4 bản làm lại - Các tập phim Laserdisc và 3 tính năng sân khấu "cũng như" một đĩa thưởng với vật liệu chưa từng thấy ").
Phiên bản này của bộ phim tham gia bộ phim "tóm tắt" Evangelion: Death with End và bỏ qua phân đoạn Rebirth từ bộ phim đầu tiên. Ngoài ra, trên đĩa thưởng nói trên là một cảnh bị xóa trước đó chưa được phát hành trong cảnh trực tiếp với các diễn viên lồng tiếng Megumi Hayashibara, Yūko Miyamura và Kotono Mitsuishi miêu tả các nhân vật của họ, 10 năm sau sự kiện Evangelion.  Đoạn kết luận với một giọng nam (ngụ ý là của Shinji) nói rằng: "Đây không phải là tôi, tôi không ở đây", chứng tỏ đó là một thực tế sai lầm được nhìn qua đôi mắt của anh ấy. Manga Entertainment tuyên bố vào năm 2006 rằng họ đã "hủy bỏ hợp đồng" để phát hành các phiên bản Gia hạn của Death & Rebirth và The End of Evangelion vào năm tới,  mặc dù quyền của họ đối với bộ phim đã hết hạn.

## Tiếp nhận
End of Evangelion đã giành giải thưởng Animage Anime Grand Prix năm 1997 và Giải thưởng Học viện Nhật Bản cho "Cảm giác công cộng lớn nhất trong năm"  và được trao giải "Sự lựa chọn của khán giả đặc biệt" bởi Animation Kobe 1997.  EX.org đã xếp hạng bộ phim này vào năm 1999 là "Chương trình toàn thời gian"  ở vị trí thứ 5 (với phim truyền hình ở vị trí số 2).
Tại Nhật Bản, The End of Evangelion kiếm được 1,45 tỷ đồng thu nhập phân phối trong năm 1997.  Bộ phim có tổng doanh thu trọn đời là 2,47 tỷ Yên.

Họa sĩ truyện tranh  Nobuhiro Watsuki  đã viết:
Cách đây ít lâu, cuối cùng tôi cũng đã thấy phiên bản sân khấu của Evangelion (tôi sẽ viết bài này vào tháng 8). Rõ ràng là những người tạo ra nó không yêu thích câu chuyện hay các nhân vật, vì vậy tôi hơi thất vọng. Nhưng kịch tính, phong trào và chỉnh sửa là tuyệt vời. Khi câu chuyện dẫn vào hội thảo tự cải thiện, tôi gần như bị lừa ngay lập tức. Tôi không biết nếu hầu hết mọi người thích nó, nhưng là một nhà văn, tôi đã có thể mang về nhà một cái gì đó từ nó.
Newtype USA đã đánh giá bộ phim là một "saga of bamboozlement", chỉ trích "những âm bội trong kinh thánh, melodrama tuổi teen và cách nuôi dạy con xấu", và cho rằng bộ phim sẽ khiến người xem thất vọng.  Giám đốc điều hành Manga Entertainment Marvin Gle Rich chỉ trích đánh giá của Newtype là "thiên vị và thiếu tôn trọng" và là một sản phẩm "yếu đuối và thô lỗ" của "thiếu hiểu biết và thiếu nghiên cứu".
Nhiều đánh giá tập trung vào sản xuất nghe nhìn. Light and Sound đã viết rằng "sự kết hợp kể chuyện dường như là mối quan tâm ít hơn đối với các nhà làm phim so với việc tung ra một cuộc tấn công nghe nhìn duy trì lâu dài",  một đánh giá được lặp lại bởi nhà phê bình Mark Schilling.  Mike Crandol của Anime News Network đã cho bộ phim đạt điểm tổng thể và mô tả nó là "một điều kỳ diệu về thị giác". Ông mô tả việc phát hành DVD là "một túi hỗn hợp", bày tỏ sự không hài lòng về cách trình bày video "không đáng kể" và thiếu tài liệu bổ sung.  David Uzumeri của ComicsAlliance mô tả bộ phim là "một orgy đen tối, tàn bạo, ảo giác về tình dục và bạo lực mà đỉnh cao là sự tuyệt chủng hàng loạt của loài người được đặt thành một bài hát J-pop lạc quan với lời bài hát về tự tử."

### Giải thích
David Uzumeri của ComicsAlliance tuyên bố rằng các chủ đề của loạt phim "chỉ trích khán giả là vô tâm và lạc lõng trong một thế giới giả tưởng [bị] xoay tròn, vì nhân vật chính Shinji về cơ bản chứng kiến mọi người chết xung quanh mình do anh ta từ chối bất kỳ nỗ lực nào để tham gia với những người khác. "
Trong cảnh cuối cùng, Shinji và Asuka đã tách mình ra khỏi sự tồn tại của con người tập thể. Shinji bắt đầu bóp cổ Asuka, nhưng khi cô vuốt ve mặt anh, anh dừng lại và vỡ òa trong nước mắt. Asuka thốt lên dòng cuối cùng của bộ phim, "持 ち 悪 い" (Kimochi warui), đã được dịch sang tiếng Anh là "Tôi cảm thấy bị bệnh" hoặc "kinh tởm".  Ý nghĩa của cảnh này là tối nghĩa và đã gây tranh cãi.

### Di sản
Trong một bài viết năm 2008 cho Tạp chí Slant, nhà văn Michael Peterson đã viết rằng "phải đến khi bộ phim the End of Evangelion, thế mạnh hình ảnh của Anno mới là "một đạo diễn thực sự nổi bật". Ông quan sát rằng "Anno, giống như David Lynch, có kỹ năng đóng khung các bức ảnh của mình và sử dụng màu sắc tiếp viên, để tạo ra các tác phẩm trực quan nổi bật không chỉ đẹp trong bối cảnh câu chuyện, mà còn như các hình ảnh riêng lẻ, chất lượng họa sĩ. Sau đó, anh ấy áp dụng trở lại công việc. Khi Anno đóng khung một hình ảnh, sức mạnh của hình ảnh cụ thể đó trở thành một công cụ mà sau này anh ấy có thể tham khảo lại để đáp ứng cảm xúc và trí tuệ tức thời. "
Carlos Ross (ở 4head) của Them Anime Reviews đã so sánh giai điệu của bộ phim với The Blair Witch Project ở chỗ nó giải mã bộ truyện trong khi "kiếm tiền" trên đó. Ông đặc biệt chỉ trích toàn bộ nửa sau của bộ phim, nói:
Nửa sau của bộ phim quá mạch lạc và khó hiểu đến nỗi nó hoàn toàn mất khán giả chính (và trên thực tế, hầu như bất kỳ khán giả nào) loạt phim này đã thu hút trước đó. Nó vượt xa bộ phim nghệ thuật và ngoài anime. Và khi làm như vậy, nó vượt xa khả năng hiểu và giải trí của khán giả, điều này đánh bại mục đích của một thứ được dán nhãn là nghệ thuật.
Schilling đã xem xét bộ phim nhiều hơn là một giải cấu trúc, nhưng một nỗ lực thống nhất các phương tiện:
Mặc dù có dàn nhân vật đông đảo, câu chuyện kéo dài hàng thập kỷ và một câu chuyện khó hiểu về thế kỷ 21, phần lớn được mượn từ các nguồn gốc Kitô giáo đầu tiên, bộ phim về cơ bản là một tập phim Power Rangers viết lớn:  máy móc mạnh mẽ và cứu thế giới khỏi quái vật. Chúng tôi đã nhìn thấy tất cả trước đó. Tuy nhiên, những gì chúng ta chưa từng thấy là cách bộ phim quay ngược thời gian, lướt qua những thay đổi trần thuật và lóe lên văn bản giải thích, bằng các ký tự Trung Quốc có kích thước bằng biển quảng cáo, với tốc độ uốn éo. Đó là một loại phantasmagoria siêu tích điện bất chấp sự hiểu biết dễ dàng, trong khi gây ra một niềm đam mê thôi miên. Xem, một người trở thành một phần của luồng dữ liệu đa phương tiện của bộ phim. Shinseiki Evangelion đang mong đợi, hướng tới sự hợp nhất của tất cả các phương tiện truyền thông phổ biến - truyền hình, truyện tranh, phim ảnh và trò chơi điện tử - thành các hình thức mới trong đó sự khác biệt giữa thực và ảo, người xem và người xem, người và máy, trở nên mờ nhạt và cuối cùng không còn quan trọng nữa. O Brave New World, có hình ảnh động như vậy trong đó.
Chris Beveridge của Mania.com đã mô tả bộ phim là "công việc trên nhiều cấp độ", nhưng cảnh báo rằng nó không có nghĩa là được xem mà không xem phần còn lại của loạt phim.
The End of Evangelion thường được xếp hạng trong số những bộ phim hoạt hình hay nhất. Patrick Macias của TokyoScope đã xếp hạng nó là một trong 10 bộ phim hay nhất của ông,  và là bộ phim hoạt hình hay nhất thập niên 1990;  Tạp chí phim CUT xếp bộ phim nằm ở top 3 trong danh sách 30 phim hoạt hình hay nhất.
Năm 2014, Time Out New York đã xếp bộ phim này ở vị trí # 65 trong danh sách 100 phim hoạt hình hàng đầu được bình chọn bởi các nhà làm phim.  Nhà phê bình Keith Uhlich mô tả bộ phim như một kết luận "vô cùng thỏa mãn" với phim truyền hình, đỉnh điểm là "dấu chấm hết-thời gian cho tất cả những hỗn hợp tượng trưng Kitô giáo, sự huyền bí của người Do Thái, hoang tưởng tình dục và tuổi thơ, "chứa đầy" cảnh vật và âm thanh bạn sẽ không bao giờ quên ".